# Каретников Валентин Григорович

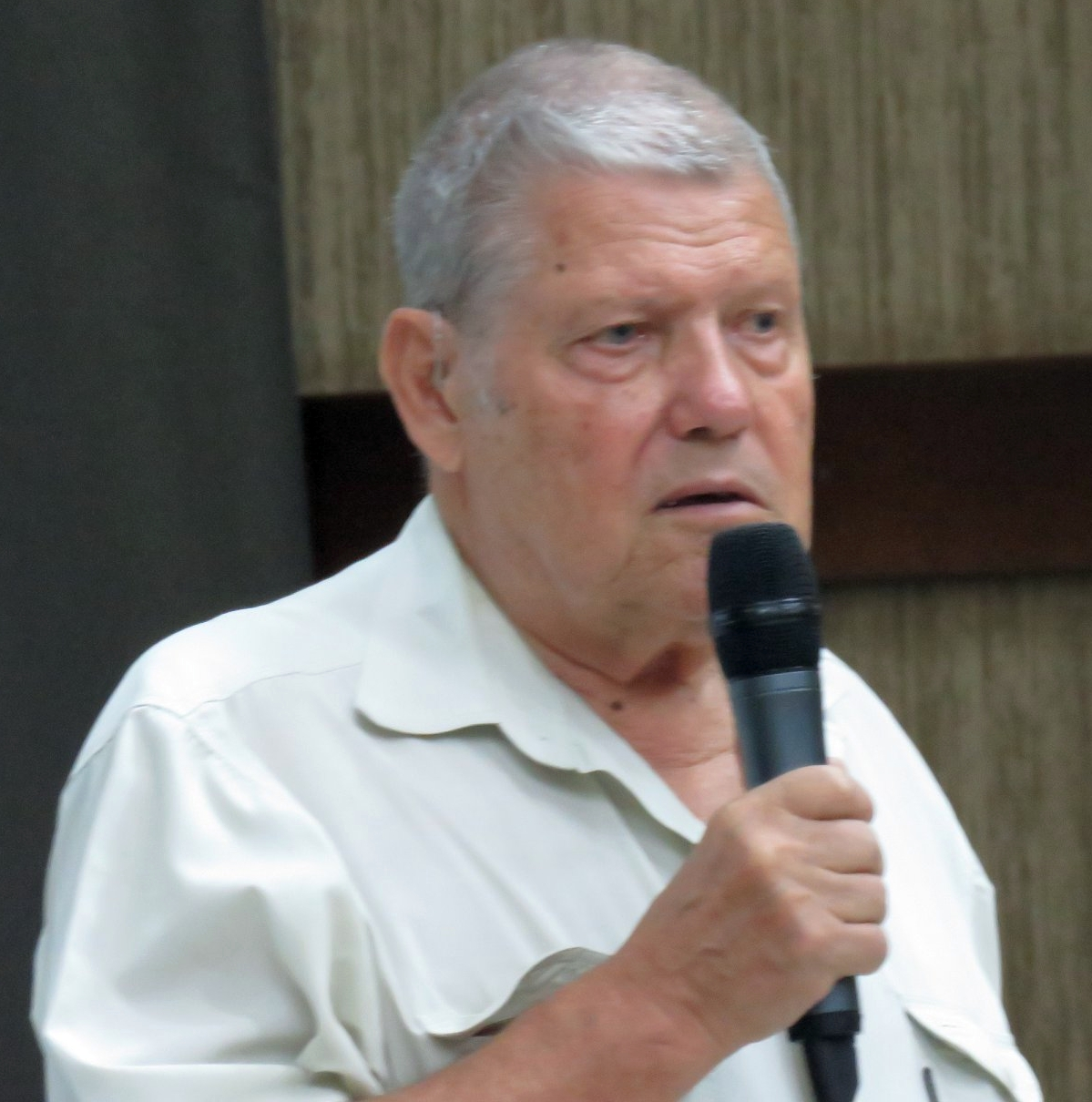
В.Г.Каретніков на міжнародній астрономічній "Гамовській" конференції, Одеса, 2018

Валенти́н Григо́рович Каретников (Каре́тніков) (нар. 22 серпня 1938, м. Одеса - 7 травня 2024 Одеса) – астроном, доктор фізико-математичних наук (1988), професор (1990), директор Астрономічної обсерваторії  Одеського національного університету імені І. І. Мечникова  (1989–2006), лауреат премії М. П. Барабашова Національної академії наук України (2003).

## Життєпис
Народився 22 серпня 1938 року в Одесі. Батько, Григорій Євграфович, був інженером Одеського авіазагону цивільного повітряного флоту. Під час Другої Світової війни батько перебував у складі частин і підрозділів діючої армії, а родина була в евакуації в Ташкенті до 1944 року, а потім – під Москвою в Хімках, куди перевели батька начальником радіоцентру Цивільного повітряного флоту. На початку 1946 року, після демобілізації батька, родина повернулася до Одеси.
До школи Валентин пішов у 1945 р. в евакуації. Після повернення до Одеси з втратою одного року в 1947 р. вступив до Одеської спеціальної музичної школи імені П. С. Столярського, де навчався по класу валторни. В 1957 р. закінчив школу з відмінним музичним атестатом, до того ж він мав досвід роботи в оркестрі Одеського російського драматичного театру та в симфонічному оркестрі Одеської обласної філармонії.
У 1957 р. вступив до Одеського державного університету ім. І. І. Мечникова (ОДУ; нині – Одеський національний університет імені І. І. Мечникова, ОНУ) на фізико-математичний факультет зі спеціальності «астрономія». Відтоді життя В. Каретнікова було пов’язано з Одеським університетом:
1957–1962 – студент фізико-математичного (з 1960 р. – фізичного) факультету та староста групи астрономів.
1962–1965 – аспірант кафедри астрономії.
З 1965 – асистент, з 1968 – старший викладач, з 1969 – доцент кафедри астрономії.
1968 – захист дисертації на здобуття наукового ступеня кандидата фізико-математичних наук на тему «Фотометрическое и спекторальное исследование затменной двойной RZ Щита» (Спеціалізована рада ОДУ).
1973 – здобув вчене звання доцента кафедри астрономії.
1981–1983 – виконував обов’язки завідувача кафедри астрономії.
1988 – захист дисертації на здобуття ступеня доктора фізико-математичних наук «Свойства затменных двойных звезд, находящихся на стадии первого обмена массами» (Спеціалізована рада Державного астрономічного інституту ім. П. К. Штернберга Московського університету ім. М. В. Ломоносова).
1990 – здобув вчене звання професора по кафедрі астрономії.
1983–2006 – завідувач кафедри астрономії ОДУ.
З середині 2006 р. перейшов на посаду головного наукового співробітника кафедри астрономії, залишаючись радником нового керівництва кафедри та обсерваторії.
У 1989 р. Валентин Григорович став першим виборчим директором Астрономічної обсерваторії ОДУ та працював на цій посаді до середині 2006 р. У ці роки в обсерваторії зберігався стабільний склад з 136 співробітників; була проведена комп’ютеризація обсерваторії, наукова тематика стала включати в себе моделювання астрофізичних процесів; стало традиційним проведення кафедрою астрономії та обсерваторії щорічних міжнародних конференцій. За роки директорства В. Г. Каретнікова обсерваторія повернула статус наукової установи (у 1985 р. була переведена в ранг науково-дослідної лабораторії наукової частини університету (НДЛ–7)), а в 1993 р. стала Науково-дослідним інститутом І категорії із збереженням історичної назви «Астрономічна обсерваторія» та отримала права юридичної особи; була відновлена видавнича діяльність обсерваторії: збірники наукових праць «Проблемы астрономии», з 1993 р. – «Odessa Astronomical Publications» [Архівовано 5 грудня 2021 у Wayback Machine.] (засновник і головний редактор) (продовження видання «Известия астрономической обсерватории», що закінчило свій вихід у 1963 р.), з 1994 р. – збірник «Страницы истории астрономии в Одессе», з 1999 р. – відновлено щорічний випуск видання «Одесский астрономический календарь» [Архівовано 23 січня 2022 у Wayback Machine.] (головний редактор). Крім того Валентин Григорович увійшов до редколегії міжнародного журналу «Astronomical and Astrophisical Transactions» [Архівовано 6 листопада 2021 у Wayback Machine.].
Працюючи на кафедрі астрономії, з 1965 по 1983 рр. виконував обов’язки секретаря кафедри, читав лекції з більшості дисциплін, практично заново створив лабораторний практикум понад з 20 робіт, за його ініціативою було створено нові спецкурси «Багатобарвна фотометрія», «Астроспектроскопія», «Атмосферна оптика», відновлено спецкурс «Супутникова астрономія» тощо.

## Наукова діяльність
Сфера наукових інтересів та досліджень пов’язана з астрофізикою подвійних, змінних та сталих зірок .
1 вересня 1957 р. В. Г. Каретніков прийшов до Астрономічної обсерваторії та був включений до групи спостерігачів штучних супутників Землі (ШСЗ), у наступному році став помічником начальника станції оптичних спостережень ШСЗ в Одесі. За рекомендацію В. П. Цесевича почав спостерігати змінні зірки, віддаючи перевагу спостереженням затемнених змінних зірок, а також і пульсуючих та еруптивних змінних зірок. Результати його спостережень відбито у публікаціях, перша з яких з’явилася в 1959 р. По закінченні університету в 1962 р. у нього було вже понад 30 наукових публікацій.
У 1960 р. В. Каретніков брав участь у II з’їзді Всесоюзного астрономо-геодезичного товариства в Києві та чергового пленуму (конференції) Комісії зі змінних зірок Астрономічної ради АН СРСР у Ростові-на-Дону. У 1961 р. доповідав у Москві на конференції начальників станції зі спостереження ШСЗ про побудову першої у світі теоретичної кривої зміни блиску супутника. В цьому ж році брав участь у експедиції зі спостереження повного сонячного затемнення в Джанкої. З цього року Валентин Григорович став постійним учасником наукових конференцій та експедицій. 
На станції Астрономічної обсерваторії брав участь у переробці та установці 20-сантиметрового телескопа-рефрактора та навішуванні на нього електрофотометра АФН–6. У подальшому, здійснивши на цьому приладі багато спостережень разом з Ю. О. Медведєвим, створив у Одесі системну багатобарвну астрофотометрію.
Під час навчання в аспірантурі брав участь у першому проєкті зі спостереження розкриття американського ШСЗ (Ехо-2) та отримав в Уфі одну з кривих зміни блиску цього апарату. Того ж часу він брав участь у радянсько-англійській кооперації зі спостереження зірок, що спалахують.
Як провідний спеціаліст в астрономії неодноразово призначався та працював членом різних наукових та методичних комісій, експертних рад з астрономії Міністерства освіти та науки й Вищої атестаційної комісії України. З 1973 р. брав участь у роботі Ради з підготовки астрономічних кадрів АН СРСР. Після утворення незалежної України за участі В. Г. Каретнікова була створена Українська астрономічна асоціація (1995–2000 рр. – віце-президент асоціації), Одеське астрономічне товариство, два одеських товариства любителів астрономії.
Як вчений перший у світі розрахував теоретичну криву вимірювання блиску ШСЗ, став засновником системної та багатобарвної електрофотометрі та електроспектрофотометрії зірок в Одесі, нового в Одесі та Україні напрямку в дослідженні тісних подвійних зірок фотометричними, спектроскопічними, теоретичними та статистичними методами. Він – член ректорату Одеського університету, трьох вчених і двох спеціалізованих рад.
Він першим показав, що контактна стадія розвитку затемнених подвійних передує напіврозділеній стадії, тоді як раніш передбачалося протилежне.
В. Г. Каретніков – академік-засновник Академії наук вищої школи (1992), академік Академії історії та філософії природничих та технічних наук України (1996). Завдяки його зусиллям було створено перший в Україні навчальний план для вишів зі спеціальності «астрономія» та виданий українською мовою шкільний підручник з астрономії [Архівовано 5 листопада 2021 у Wayback Machine.] (автори – І. А. Климишин, І. П. Крячко); за його ініціативи створено підручник для вишів «Курс загальної астрономії» [Архівовано 5 листопада 2021 у Wayback Machine.] (автори – С. М. Андрієвський, І. А. Климишин). Автор та редактор багаточисельних методичних посібників, вказівок та розробок.
Як викладач він підготував понад 40 випусків студентів-астрономів, під його керівництвом було захищено 8 кандидатів фізико-математичних наук.
Автор близько 300 наукових праць і науково-технічних звітів. 
Нагороди: тричі «Переможець соціалістичного змагання», медаль ВДНГ СРСР та інші відзнаки, лауреат премії Н. П. Барабашева Національної академії наук України (2003), медаль імені В. П. Глушка Федерації космонавтики Росії (2003), Міжнародний астрономіний союз назвав іменем «Karetnikov» астероїд № 4685.
В. Г. Каретніков – член Міжнародного астрономічного союзу (1982), референт його Комісії 42 (1990–2003), член-засновник Євро-Азіатського астрономічного товариства та Одеського науково-просвітницького товариства аматорів астрономії (1991), національний представник України комісії 46 (1995–2006), член Європейського астрономічного товариства (EAS), почесний професор Сучасного гуманітарного університету Москви (2000), почесний член Української астрономічної асоціації (2003).

## Праці
Фотометрическое и спектральное исследование затменной двойной RZ Щита : дис ... канд. физ.-мат. наук : в 2 т. – Одеса, 1968. – Машинопись. – Т. 1. – 212 с. ; Т. 2 : Приложение. – 106 с.
Свойства затменных двойных звезд, находящихся на стадии первого обмена массами : дис ... д-ра физ.-мат. наук : 01.03.02 – астрофизика. – Одесса, 1988. – 359 с. – Машинопись.
Публікації, науково-дослідні та науково-технічні звіти, редагування та упорядкування В. Г. Каретнікова див.: Валентин Григорьевич Каретников : биобиблиогр. указ. Одесс, 2007. С. 11–54. [Архівовано 4 листопада 2021 у Wayback Machine.]